# Conus perryae
Conus perryae é uma espécie de gastrópode do gênero Conus, pertencente à família Conidae.